# Strapping Young Lad (album)
Strapping Young Lad (SYL) – trzeci album studyjny kanadyjskiego zespołu muzycznego Strapping Young Lad. Wydawnictwo ukazało się 11 lutego 2003 roku nakładem wytwórni muzycznej Century Media Records. Nagrania zostały zarejestrowane w Armoury Studios, Hipposonic Studios oraz Diamond Sharp Studios w Vancouver w Kanadzie. Miksowanie odbyło się w Armoury Studios, natomiast mastering w Marcussen Mastering w Hollywood w Stanach Zjednoczonych. Materiał był promowany teledyskiem do utworu "Relentless", który wyreżyserował Marcus Rogers.

## Lista utworów
Opracowano na podstawie materiału źródłowego.
1. "Dire" – 01:10
2. "Consequence" – 04:02
3. "Relentless" – 03:04
4. "Rape Song" – 03:09
5. "Aftermath" – 06:46
6. "Devour" – 02:54
7. "Last Minute" – 03:58
8. "Force Fed" – 05:24
9. "Dirt Pride" – 02:40
10. "Bring On the Young" – 05:54

## Twórcy
Opracowano na podstawie materiału źródłowego.
| Zespół Strapping Young Lad w składzie - Devin Townsend – gitara, instrumenty klawiszowe, sampler, wokal prowadzący, produkcja muzyczna, inżynieria dźwięku - Byron Stroud – gitara basowa - Gene Hoglan – perkusja, instrumenty perkusyjne - Jed Simon – gitara, instrumenty klawiszowe, sampler |  | Produkcja - Shaun Thingvold – inżynieria dźwięku, miksowanie - Paul Silviera, Misha Rajaratnam – inżynieria dźwięku - Kurt Dahle – obsługa techniczna - Scott Cooke, Carla Levis, Laurielynn Bridger – asystent inżyniera dźwięku - Louie Teran – mastering - Daniel J Collins, Nico Wobben – zdjęcia - Travis Smith – oprawa graficzna |

Dodatkowi muzycy
- Heavy Metal Choir – Glenn "Punchdrunk" Thomson, Denton Booth, Charlie Goler, Juanita English, Jeremy Glen, Blackie LeBlanc, Henry Goler, Jay Mosdell, Samanta Palomino, Eden "PTMF" Wagonner, Christ "Menace" Stanley, Scarlet Stanley, Stuart Carruthers, Denis "Tatoo guy", Stevie J., La Sparka, Rossy Living, Devin Townsend, Jed Simon, Byron Stroud
- Rossy Living, Tammy Theis, Marnie Mains, Carla Levis, Laurielynn Bridger, Charlie Goler, Stuart Carruthers, Henry Goler, Jay Mosdell, Chris Valagao – chór
- Will Campagna – instrumenty klawiszowe, sampler